# World Games 2017/Teilnehmer (Neuseeland)
| Gelbes Symbol für Goldmedaillen mit stilisierten Olympischen Ringen | Graues Symbol für Silbermedaillen mit stilisierten Olympischen Ringen | Braundes Symbol für Bronzemedaillen mit stilisierten Olympischen Ringen |
| ------------------------------------------------------------------- | --------------------------------------------------------------------- | ----------------------------------------------------------------------- |
| —                                                                   | —                                                                     | 2                                                                       |

Neuseeland nahm an den World Games 2017 in Breslau teil. Die neuseeländische Delegation bestand aus 38 Athleten.

## Medaillengewinner

### Bronze
| Name          | Sportart            | Wettkampf                |
| ------------- | ------------------- | ------------------------ |
| Steven Kent   | Rettungsschwimmen   | 200 m Hindernisschwimmen |
| Peter Michael | Inline-Speedskating | 15.000 m Rennen Bahn     |

## Teilnehmer nach Sportarten

### Billard
| Athleten                | Wettbewerb | Achtelfinale                   | Achtelfinale | Viertelfinale | Viertelfinale | Halbfinale    | Halbfinale    | Finale / Platz 3 | Finale / Platz 3 | Rang          |
| Athleten                | Wettbewerb | Gegner                         | Ergebnis     | Gegner        | Ergebnis      | Gegner        | Ergebnis      | Gegner           | Ergebnis         | Rang          |
| ----------------------- | ---------- | ------------------------------ | ------------ | ------------- | ------------- | ------------- | ------------- | ---------------- | ---------------- | ------------- |
| Frauen                  |            |                                |              |               |               |               |               |                  |                  |               |
| Molrudee Kasemchaiyanan | 9-Ball     | Chezka Centeno                 | 2:9          | ausgeschieden | ausgeschieden | ausgeschieden | ausgeschieden | ausgeschieden    | ausgeschieden    | ausgeschieden |
| Männer                  |            |                                |              |               |               |               |               |                  |                  |               |
| Matthew Edwards         | 9-Ball     | Ruslan Jurjewitsch Tschinachow | 11:10        | Jayson Shaw   | 5:11          | ausgeschieden | ausgeschieden | ausgeschieden    | ausgeschieden    | ausgeschieden |

### Inline-Speedskating

#### Bahn
| Athleten      | Wettbewerb           | Viertelfinale | Viertelfinale | Halbfinale    | Halbfinale    | Finale        | Finale        | Rang          |
| Athleten      | Wettbewerb           | Zeit          | Rang          | Zeit          | Rang          | Zeit/Punkte   | Rang          | Rang          |
| ------------- | -------------------- | ------------- | ------------- | ------------- | ------------- | ------------- | ------------- | ------------- |
| Männer        |                      |               |               |               |               |               |               |               |
| Antony Nalder | 500 m Sprint         | 43,160        | 3             | ausgeschieden | ausgeschieden | ausgeschieden | ausgeschieden | ausgeschieden |
| Peter Michael | 1000 m Sprint        | 1:23,090 min  | 6             | 1:22,179 min  | 1             | 1:25,684 min  | 7             | 7             |
| Antony Nalder | 1000 m Sprint        | 1:25,148 min  | 18            | ausgeschieden | ausgeschieden | ausgeschieden | ausgeschieden | ausgeschieden |
| Peter Michael | 10000 m Punkterennen | –             | –             | –             | –             | 0 Punkte      | 11            | 11            |
| Antony Nalder | 10000 m Punkterennen | –             | –             | –             | –             | 0 Punkte      | ausgeschieden | ausgeschieden |
| Peter Michael | 15000 m Rennen       | –             | –             | –             | –             | 23:25,506 min | 3             | Bronze        |
| Antony Nalder | 15000 m Rennen       | –             | –             | –             | –             | ausgeschieden | ausgeschieden | ausgeschieden |

#### Straße
| Athleten      | Wettbewerb           | Qualifikation    | Qualifikation    | Viertelfinale    | Viertelfinale    | Halbfinale       | Halbfinale       | Finale           | Finale           | Rang             |
| Athleten      | Wettbewerb           | Zeit             | Rang             | Zeit             | Rang             | Zeit             | Rang             | Zeit/Punkte      | Rang             | Rang             |
| ------------- | -------------------- | ---------------- | ---------------- | ---------------- | ---------------- | ---------------- | ---------------- | ---------------- | ---------------- | ---------------- |
| Männer        |                      |                  |                  |                  |                  |                  |                  |                  |                  |                  |
| Peter Michael | 500 m Sprint         | nicht angetreten | nicht angetreten | nicht angetreten | nicht angetreten | nicht angetreten | nicht angetreten | nicht angetreten | nicht angetreten | nicht angetreten |
| Antony Nalder | 500 m Sprint         | 47,265 s         | 3                | ausgeschieden    | ausgeschieden    | ausgeschieden    | ausgeschieden    | ausgeschieden    | ausgeschieden    | ausgeschieden    |
| Peter Michael | 10000 m Punkterennen | –                | –                | –                | –                | –                | –                | 4 Punkte         | 6                | 6                |
| Antony Nalder | 10000 m Punkterennen | –                | –                | –                | –                | –                | –                | 0 Punkte         | ausgeschieden    | ausgeschieden    |
| Peter Michael | 20000 m Rennen       | –                | –                | –                | –                | –                | –                | 28:31,813 min    | 5                | 5                |
| Antony Nalder | 20000 m Rennen       | –                | –                | –                | –                | –                | –                | ausgeschieden    | ausgeschieden    | ausgeschieden    |

### Kanupolo
| Wettbewerb       | Frauen                                                                                               | Männer                                                                                             |
| ---------------- | --- | -------------------------------------------------------------------------------------------------- |
| Athleten         | Julie Bolton Jordan Housiaux Kate Bolton Olivia Spencer-Bower Gemma Potaka Erin Bolton Paris Pidduck | Nevan Hadley Alex Lowen Conor Sellwood Carl Duncan Matt Keong Jed Graham James Mitchell Sam Hapeta |
| Gruppenphase     | Italien 4:1 Niederlande 7:2 Frankreich 2:2 Kanada 4:1 Deutschland 3:2 Polen 7:5                      | Italien 4:8 Spanien 4:7 Frankreich 3:2 Polen 5:6 Deutschland 3:5 Chinesisch Taipeh 8:1             |
| Halbfinale       | Deutschland 1:6                                                                                      | ausgeschieden                                                                                      |
| Spiel um Platz 3 | Italien 3:4                                                                                          | ausgeschieden                                                                                      |
| Spiel um Platz 5 | – | Polen 6:4                                                                                          |
| Platzierung      | 4 | 5                                                                                                  |

### Karate
| Athleten          | Wettbewerb   | Vorrunde         | Vorrunde | Vorrunde        | Vorrunde | Vorrunde       | Vorrunde | Halbfinale    | Halbfinale    | Finale / Platz 3 | Finale / Platz 3 | Rang          |
| Athleten          | Wettbewerb   | Gegner           | Ergebnis | Gegner          | Ergebnis | Gegner         | Ergebnis | Gegner        | Ergebnis      | Gegner           | Ergebnis         | Rang          |
| ----------------- | ------------ | ---------------- | -------- | --------------- | -------- | -------------- | -------- | ------------- | ------------- | ---------------- | ---------------- | ------------- |
| Frauen            |              |                  |          |                 |          |                |          |               |               |                  |                  |               |
| Amy Thomason      | Kumite 68 kg | Lamya Matoub     | 0:3      | Alisa Buchinger | 0:2      | Kamlia Warda   | 4:7      | ausgeschieden | ausgeschieden | ausgeschieden    | ausgeschieden    | ausgeschieden |
| Alexandrea Anacan | Kata         | Olga Chmielewska | 4:1      | Sandy Scordo    | 0:5      | Sakura Kokumai | 0:5      | ausgeschieden | ausgeschieden | ausgeschieden    | ausgeschieden    | ausgeschieden |

### Luftsport
| Athleten      | Wettbewerb | Runde 1 | Runde 2 | Runde 3 | Runde 4 | Runde 5 | Runde 6 | Runde 7 | Runde 8 | Runde 9 | Runde 10 | Runde 11 | Runde 12 | Gesamt  | Rang |
| ------------- | ---------- | ------- | ------- | ------- | ------- | ------- | ------- | ------- | ------- | ------- | -------- | -------- | -------- | ------- | ---- |
| Mixed         |            |         |         |         |         |         |         |         |         |         |          |          |          |         |      |
| Chris Stewart | Swooping   | 9       | 11      | 16      | 21      | 4       | 28      | 21      | 26      | 8       | 32       | 35       | 16       | 227.000 | 15   |

### Muay Thai
| Athleten         | Wettbewerb | Viertelfinale | Viertelfinale | Halbfinale    | Halbfinale    | Finale        | Finale        | Rang          |
| Athleten         | Wettbewerb | Gegner        | Ergebnis      | Gegner        | Ergebnis      | Gegner        | Ergebnis      | Rang          |
| ---------------- | ---------- | ------------- | ------------- | ------------- | ------------- | ------------- | ------------- | ------------- |
| Männer           |            |               |               |               |               |               |               |               |
| Silapa Halangahu | 91 kg      | Jakob Styben  | RSC-OC        | ausgeschieden | ausgeschieden | ausgeschieden | ausgeschieden | ausgeschieden |

RSC-OC =Referee Stopping Contest - Out Class in Round 1

### Orientierungslauf
| Athleten                                                  | Wettbewerb    | Zeit         | Rang |
| --------------------------------------------------------- | ------------- | ------------ | ---- |
| Frauen                                                    |               |              |      |
| Laura Robertson                                           | Sprint        | 15:09,20 min | 11   |
| Kate Morrison                                             | Sprint        | 17:53,30 min | 33   |
| Laura Robertson                                           | Mittelstrecke | 44:17,00 min | 27   |
| Kate Morrison                                             | Mittelstrecke | 44:57,00 min | 29   |
| Männer                                                    |               |              |      |
| Tim Robertson                                             | Sprint        | 15:37,60 min | 15   |
| Ross Morrison                                             | Sprint        | 16:44,20 min | 34   |
| Tim Robertson                                             | Mittelstrecke | 42:07,00 min | 30   |
| Ross Morrison                                             | Mittelstrecke | 43:19,00 min | 32   |
| Mixed                                                     |               |              |      |
| Laura Robertson Tim Robertson Ross Morrison Kate Morrison | Staffel       | 1:07:57 h    | 12   |

### Rettungsschwimmen
| Athleten                                                | Wettbewerb                             | Vorlauf     | Vorlauf | Finale          | Finale          | Rang            |
| Athleten                                                | Wettbewerb                             | Zeit        | Rang    | Zeit            | Rang            | Rang            |
| ------------------------------------------------------- | -------------------------------------- | ----------- | ------- | --------------- | --------------- | --------------- |
| Frauen                                                  |                                        |             |         |                 |                 |                 |
| Carina Doyle                                            | 50 m Retten einer Puppe                | 37,14 s     | 14      | ausgeschieden   | ausgeschieden   | ausgeschieden   |
| Olivia Corrin                                           | 50 m Retten einer Puppe                | 39,71 s     | 19      | ausgeschieden   | ausgeschieden   | ausgeschieden   |
| Natalie Peat                                            | 100 m Schwimmen und Retten mit Flossen | 54,54 s     | 7       | 54,49 s         | 7               | 7               |
| Ella Drinnan                                            | 100 m Schwimmen und Retten mit Flossen | 58,55 s     | 16      | ausgeschieden   | ausgeschieden   | ausgeschieden   |
| Natalie Peat                                            | 100 m Retten mit Flossen und Gurt      | 1:01,33 min | 3       | 1:01,74 min     | 7               | 7               |
| Madison Kidd                                            | 100 m Retten mit Flossen und Gurt      | 1:03,13 min | 9       | ausgeschieden   | ausgeschieden   | ausgeschieden   |
| Carina Doyle                                            | 200 m Hindernisschwimmen               | 2:12,07 min | 6       | 2:11,35 min     | 6               | 6               |
| Olivia Corrin                                           | 200 m Hindernisschwimmen               | 2:14,35 min | 12      | ausgeschieden   | ausgeschieden   | ausgeschieden   |
| Carina Doyle                                            | 200 m Super Lifesaver                  | 2:27,87 min | 5       | disqualifiziert | disqualifiziert | disqualifiziert |
| Natalie Peat                                            | 200 m Super Lifesaver                  | 2:28,80 min | 6       | 2:32,08 min     | 5               | 5               |
| Carina Doyle Olivia Corrin Natalie Peat Ella Dinnan     | 4 × 25 m Puppenstaffel                 | 1:31,48 min | 9       | ausgeschieden   | ausgeschieden   | ausgeschieden   |
| Carina Doyle Olivia Corrin Natalie Peat Ella Dinnan     | 4 × 50 m Hindernisstaffel              | 1:56,72 min | 8       | 1:55,67 min     | 8               | 8               |
| Carina Doyle Olivia Corrin Natalie Peat Madison Kidd    | 4 × 50 m Gurtretterstaffel             | 1:45,29 min | 6       | 1:44,81 min     | 5               | 5               |
| Männer                                                  |                                        |             |         |                 |                 |                 |
| Steven Kent                                             | 50 m Retten einer Puppe                | 30,19 s     | 7       | 29,85 s         | 5               | 5               |
| Jacob Hales                                             | 50 m Retten einer Puppe                | 32,96 s     | 19      | ausgeschieden   | ausgeschieden   | ausgeschieden   |
| Steven Kent                                             | 100 m Schwimmen und Retten mit Flossen | 47,01 s     | 5       | 46,63 s         | 6               | 6               |
| Jacob Hales                                             | 100 m Schwimmen und Retten mit Flossen | 49,13 s     | 14      | ausgeschieden   | ausgeschieden   | ausgeschieden   |
| Steven Kent                                             | 100 m Retten mit Flossen und Gurt      | 53,48 s     | 5       | 51,87 s         | 4               | 4               |
| Andrew Trembath                                         | 100 m Retten mit Flossen und Gurt      | 56,16 s     | 10      | ausgeschieden   | ausgeschieden   | ausgeschieden   |
| Steven Kent                                             | 200 m Hindernisschwimmen               | 1:56,95 min | 2       | 1:55,21 min     | 3               | Bronze          |
| Andrew Trembath                                         | 200 m Hindernisschwimmen               | 1:59,06 min | 8       | 1:59,67 min     | 6               | 6               |
| Adam Simpson                                            | 200 m Super Lifesaver                  | 2:13,10 min | 8       | 2:19,49 min     | 8               | 8               |
| Andrew Trembath                                         | 200 m Super Lifesaver                  | 2:13,17 min | 9       | ausgeschieden   | ausgeschieden   | ausgeschieden   |
| Steven Kent Andrew Trembath Oscar Williams Jacob Hales  | 4 × 25 m Puppenstaffel                 | 1:11,08 min | 9       | ausgeschieden   | ausgeschieden   | ausgeschieden   |
| Adam Simpson Andrew Trembath Oscar Williams Jacob Hales | 4 × 50 m Hindernisstaffel              | 1:42,68 min | 7       | 1:43,51 min     | 8               | 8               |
| Adam Simpson Andrew Trembath Oscar Williams Jacob Hales | 4 × 50 m Gurtretterstaffel             | 1:33:54 min | 7       | 1:33,76 min     | 8               | 8               |

### Trampolinturnen
| Männer       |                      |        |   |        |   |   |
| Bronwyn Dibb | Doppelmini-Trampolin | 69.100 | 1 | 69.700 | 4 | 4 |